# Securitate și sănătate în muncă
Siguranța și sănătatea în muncă(SSM), denumit în mod obișnuit securitate și sănătate în muncă( SSM ), sănătatea la locul de muncă pe scurt Securitatea muncii, sau siguranța la locul de muncă, este un domeniu multidisciplinar în cauză cu securitatea, sănătatea și bunăstarea oamenilor în muncă. 
Securitate și sănătate în muncă este ansamblul de activități instituționalizate având ca scop asigurarea celor mai bune condiții în desfășurarea procesului de muncă, apărarea vieții, integrității fizice și psihice, sănătății lucrătorilor și a altor persoane participante la procesul de muncă;
În România prin "Securitate și sănătate în munca" reprezintă un ansamblu de activități având ca scop asigurarea condițiilor optime în desfășurarea procesului de muncă, apărarea sănătății, integrității corporale si vieții lucrătorilor si a altor persoane angrenate in procesul de muncă.
Procedurile si standardele de securitatea muncii definesc un sistem unitar de masuri si reguli aplicabile tuturor participanților la procesul de munca.

## Scop
Scopul unui program de securitate și sănătate în muncă este de a încuraja un mediu ocupațional sigur și sănătos.Activitatea de prevenire si protecție are ca scop asigurarea unor condiții de munca optime, prevenirea accidentelor si a îmbolnavirilor profesionale în rândul persoanelor angrenate in activitati lucrative si adaptarea la progresul știintei si tehnicii. 
In conformitate cu aceste reglementari, obligația de a asigura securitatea si sănătatea, în toate aspectele referitoare la munca, revine conducerii persoanei juridice iar obligațiile lucratorilor nu exonereaza de raspundere angajatorul.

## Definiție
După cum este definit de Organizația Mondială a Sănătății(OMS), „sănătatea în muncă se ocupă de toate aspectele sănătății și securității la locul de muncă și se concentrează puternic pe prevenirea primară a pericolelor”. Sănătatea a fost definită ca „o stare de bunăstare fizică, mentală și socială completă și nu doar absența bolii sau a infirmității”.  Sănătatea la locul de muncă este un domeniu multidisciplinar al asistenței medicale care se referă la a permite unei persoane să își exercite ocupația, în modul în care cauzează cel mai puțin rău sănătății sale. Se aliniază la promovarea sănătății și siguranței la locul de muncă, care se ocupă cu prevenirea daunelor provocate de pericolele la locul de muncă.
Societățile comerciale din România au obligativitatea de a se asigura, conform relației dintre angajat si angajator, de întocmirea documentației necesare, inclusiv a instrucțiunilor proprii pentru siguranța la locul de muncă, de acordarea primului ajutor, precum și de organizarea și administrarea activității de medicina muncii, dupa ultimele norme de securitate si sanatate in munca, in conformitate cu legea SSM 319 din 2006 actualizata.
În România prin angajator se înțelege persoana fizica sau juridică ce se afla în raporturi de muncă ori de serviciu cu lucrătorul respectiv și care are responsabilitatea întreprinderii și/sau unității. 

## Vezi și
- en Occupational safety and health
- ro Agenția Națională pentru Ocuparea Forței de Muncă (ANOFM)
- ro Inspecția Muncii
- ro Casa Națională de Pensii Publice (CNPP)
- ro Sănătate Publică
- ro ISO 7010 (simbolurile grafice ale Organizației Internaționale de Standardizare)
- ro Frazele de risc
- ro Risc și siguranță
- Protecția muncii